# ヤン・デクレール
ヤン・デクレール（Jan Decleir、1946年2月14日 - ）は、ベルギーの俳優。日本語では「ヤン・デクレイル」と表記されることもある。

## 経歴
1946年2月14日、アントワープに生まれる。1993年、『神父ダーンス』でヨーロッパ映画賞 男優賞にノミネートされる。1997年には『キャラクター/孤独な人の肖像』で主演を務める。2004年、第11回大阪ヨーロッパ映画祭の名誉委員長を務める。2010年、『面影』に出演する。

## フィルモグラフィー

### 長編映画
- 神父ダーンス（1992年）
- アントニア（1995年）
- キャラクター/孤独な人の肖像（1997年）
- ランニング・フリー アフリカの風になる（1999年）
- ザ・ヒットマン（2003年）
- ザ・ホステージ（2005年）
- ウィンキーの白い馬（2005年）
- はじめて馬に乗った日（2007年）
- シスタースマイル ドミニクの歌（2009年）
- Unbalance アンバランス（2010年）
- エンド・オブ・ザ・オーシャン 北極海と勇者の冒険（2011年）
- ちいさなバイオリニスト（2013年）
- 僕とカミンスキーの旅（2015年）

### 短編映画
- 面影（2010年）

### テレビ映画
- ヒヤシンス・ブルーの少女（2003年）